# Sphegigaster cracentis
Sphegigaster cracentis är en stekelart som beskrevs av Heydon och Laberge 1988. Sphegigaster cracentis ingår i släktet Sphegigaster och familjen puppglanssteklar. Inga underarter finns listade i Catalogue of Life.